# Almoșd, Hajdú-Bihar
Almoșd (în maghiară Álmosd)  este un sat în districtul Nyíradony, județul Hajdú-Bihar, Ungaria, având o populație de 1.708 locuitori (2011). 

## Demografie
Componența etnică a satului Álmosd
     Maghiari (92,91%)
     Romi (6,24%)
     Necunoscut (0,18%)
     Români (0,67%)
     Alții (0,18%)
Componența confesională a satului Álmosd
     Reformați (50,41%)
     Greco-catolici (12,47%)
     Fără religie (11,42%)
     Romano-catolici (5,62%)
     Necunoscută (19,26%)
     Atei (0,82%)
     Alte religii (1,7%)
Conform recensământului din 2011, satul Álmosd avea 1.708 locuitori. Din punct de vedere etnic, majoritatea locuitorilor (92,91%) erau maghiari, cu o minoritate de romi (6,24%). Apartenența etnică nu este cunoscută în cazul a 0,18% din locuitori.  Din punct de vedere confesional, majoritatea locuitorilor (50,41%) erau reformați, existând și minorități de greco-catolici (12,47%), persoane fără religie (11,42%) și romano-catolici (5,62%). Pentru 19,26% din locuitori nu este cunoscută apartenența confesională.